# Frontiers in Life Science
Frontiers in Life Science is een internationaal, aan collegiale toetsing onderworpen wetenschappelijk tijdschrift op het gebied van de levenswetenschappen.
Het werd uitgebracht in oktober 2006 onder de naam HFSP Journal en in 2010 overgenomen door Taylor & Francis, die het tijdschrift in 2011 opnieuw uitbrachten. Het verscheen 4 tot 6 keer per jaar. In 2012 zijn er geen nummers verschenen.